# Haris Duljević
Haris Duljević (Sarajevo, 16 de noviembre de 1993) es un futbolista bosnio que juega en la demarcación de extremo para el Stal Rzeszów de la I Liga de Polonia.

## Trayectoria

### Inicios
Duljević comenzó su carrera en el FK Olimpik, donde entró en sus inferiores en 2009.
Debutó profesionalmente el 10 de abril de 2011 con el Čelik Zenica a los 17 años.
En marzo de 2012 regresó a su club de formación, el Olimpik, y firmó un contrato por dos años y medio.

### Sarajevo
En abril de 2014 fichó por tres años por el FK Sarajevo. Debutó el 17 de julio contra el Haugesund en la Liga Europa. Ganó su primer título de la liga de Bosnia con el Sarajevo en su primera temporada 2014-15.
Fue nombrado capitán del equipo en noviembre de 2015.
En junio de 2017 se anunció que el centrocampista dejaría el club al término de la temporada, luego de rechazar un nuevo contrato en el equipo.

### Alemania y Francia
El 4 de agosto de 2017 fichó por el Dinamo Dresde. Debutó en el club alemán el 27 de agosto contra el VfL Bochum.
El 30 de julio de 2019 fichó por el Nîmes Olympique de la Ligue 1. Tras la experiencia francesa, en septiembre de 2021 regresó a Alemania para jugar en el F. C. Hansa Rostock.

## Selección nacional
Después de jugar con la selección de fútbol sub-21 de Bosnia y Herzegovina, finalmente hizo su debut con la selección absoluta el 25 de marzo de 2016 en un encuentro amistoso contra Luxemburgo que terminó con un resultado de 0-3 a favor del combinado bosnio tras los goles de Milan Đurić, Miralem Pjanić y un autogol de Maxime Chanot.

### Goles internacionales
| # | Fecha                   | Estadio                                  | Oponente          | Gol | Resultado | Competición                         |
| - | ----------------------- | ---------------------------------------- | ----------------- | --- | --------- | ----------------------------------- |
| 1 | 8 de septiembre de 2018 | Windsor Park, Belfast, Irlanda del Norte | Irlanda del Norte | 0-1 | 1-2       | Liga de Naciones de la UEFA 2018-19 |

## Estadísticas
Actualizado al último partido disputado el 4 de mayo de 2025.
| Club                                        | Div.          | Temporada     | Liga  | Liga  | Copas nacionales | Copas nacionales | Copas internacionales | Copas internacionales | Total | Total |
| Club                                        | Div.          | Temporada     | Part. | Goles | Part.            | Goles            | Part.                 | Goles                 | Part. | Goles |
| ------------------------------------------- | ------------- | ------------- | ----- | ----- | ---------------- | ---------------- | --------------------- | --------------------- | ----- | ----- |
| N. K. Čelik Zenica Bosnia y Herzegovina     | 1.ª           | 2010-11       | 4     | 0     | 0                | 0                | —                     | —                     | 4     | 0     |
| N. K. Čelik Zenica Bosnia y Herzegovina     | Total club    | Total club    | 4     | 0     | 0                | 0                | 0                     | 0                     | 4     | 0     |
| F. K. Olimpic Sarajevo Bosnia y Herzegovina | 1.ª           | 2011-12       | 5     | 0     | 0                | 0                | —                     | —                     | 5     | 0     |
| F. K. Olimpic Sarajevo Bosnia y Herzegovina | 1.ª           | 2012-13       | 25    | 1     | 2                | 0                | —                     | —                     | 27    | 1     |
| F. K. Olimpic Sarajevo Bosnia y Herzegovina | 1.ª           | 2013-14       | 20    | 4     | 1                | 0                | —                     | —                     | 21    | 4     |
| F. K. Olimpic Sarajevo Bosnia y Herzegovina | Total club    | Total club    | 50    | 5     | 3                | 0                | 0                     | 0                     | 53    | 5     |
| F. K. Sarajevo Bosnia y Herzegovina         | 1.ª           | 2014-15       | 24    | 3     | 4                | 1                | 6                     | 2                     | 34    | 6     |
| F. K. Sarajevo Bosnia y Herzegovina         | 1.ª           | 2015-16       | 26    | 3     | 4                | 0                | 2                     | 0                     | 32    | 3     |
| F. K. Sarajevo Bosnia y Herzegovina         | 1.ª           | 2016-17       | 26    | 1     | 5                | 1                | —                     | —                     | 31    | 2     |
| Dinamo Dresde · Alemania                    | 2.ª           | 2017-18       | 28    | 2     | 1                | 0                | —                     | —                     | 29    | 2     |
| Dinamo Dresde · Alemania                    | 2.ª           | 2018-19       | 25    | 1     | 1                | 1                | —                     | —                     | 26    | 2     |
| Dinamo Dresde · Alemania                    | Total club    | Total club    | 53    | 3     | 2                | 1                | 0                     | 0                     | 55    | 4     |
| Nîmes Olympique Francia                     | 1.ª           | 2019-20       | 14    | 0     | 3                | 0                | —                     | —                     | 17    | 0     |
| Nîmes Olympique Francia                     | 1.ª           | 2020-21       | 20    | 0     | 1                | 1                | —                     | —                     | 21    | 1     |
| Nîmes Olympique Francia                     | Total club    | Total club    | 34    | 0     | 4                | 1                | 0                     | 0                     | 38    | 1     |
| F. C. Hansa Rostock · Alemania              | 2.ª           | 2021-22       | 23    | 0     | 0                | 0                | —                     | —                     | 23    | 0     |
| F. C. Hansa Rostock · Alemania              | 2.ª           | 2022-23       | 18    | 0     | 1                | 0                | —                     | —                     | 19    | 0     |
| F. C. Hansa Rostock · Alemania              | Total club    | Total club    | 41    | 0     | 1                | 0                | 0                     | 0                     | 42    | 0     |
| F. K. Sarajevo Bosnia y Herzegovina         | 1.ª           | 2023-24       | 3     | 0     | —                | —                | —                     | —                     | 3     | 0     |
| F. K. Sarajevo Bosnia y Herzegovina         | Total club    | Total club    | 79    | 7     | 13               | 2                | 8                     | 2                     | 100   | 11    |
| Stal Rzeszów · Polonia                      | 2.ª           | 2024-25       | 15    | 1     | —                | —                | —                     | —                     | 15    | 1     |
| Stal Rzeszów · Polonia                      | Total club    | Total club    | 15    | 1     | 0                | 0                | 0                     | 0                     | 15    | 1     |
| Total carrera                               | Total carrera | Total carrera | 276   | 16    | 23               | 4                | 8                     | 2                     | 307   | 22    |
| 1. 2.                                       |               |               |       |       |                  |                  |                       |                       |       |       |

## Palmarés

### Campeonatos nacionales
| Título                               | Club           | País                 | Año  |
| ------------------------------------ | -------------- | -------------------- | ---- |
| Liga Premier de Bosnia y Herzegovina | F. K. Sarajevo | Bosnia y Herzegovina | 2015 |